# Clavulinopsis corallinorosacea
Clavulinopsis corallinorosacea är en svampart som först beskrevs av Cleland, och fick sitt nu gällande namn av Corner 1950. Clavulinopsis corallinorosacea ingår i släktet Clavulinopsis och familjen fingersvampar.   Inga underarter finns listade i Catalogue of Life.

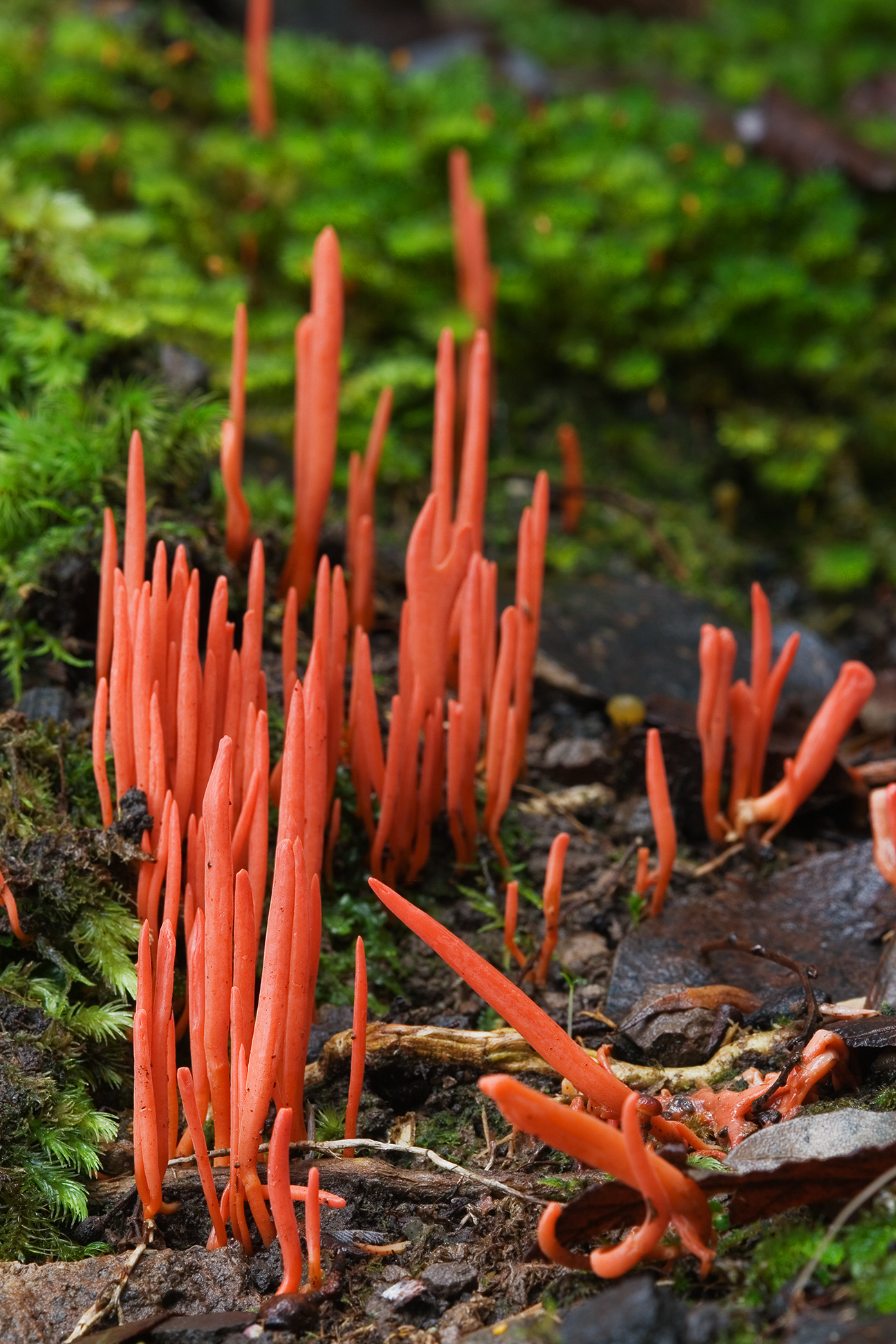
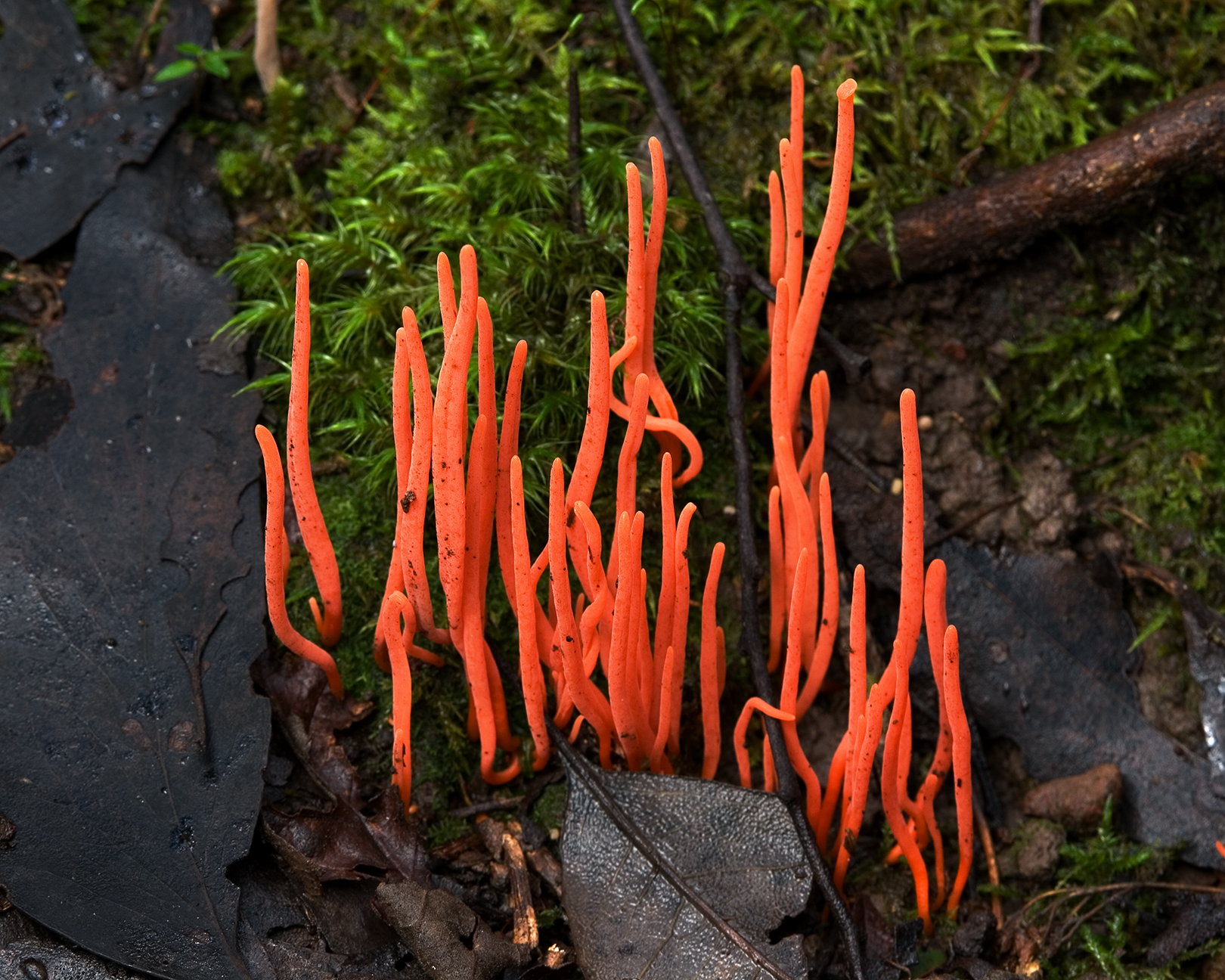